# Фрегати типу «Олівер Газард Перрі»
Фрегати типу «Олівер Газард Перрі» (англ. Oliver Hazard Perry class, також FFG-7) — тип фрегатів, розроблені в 1970-ті роки на замовлення ВМС США. Перший фрегат цього типу став на службу в 1977 році, останній фрегат цього типу був знятий зі служби у ВМС США 29 вересня 2015 року. Також було налагоджене будівництво за ліцензією у трьох інших країнах. Станом на 2018 рік фрегати цього типу перебувають на озброєнні декількох країн світу.
Названий на честь американського командора Олівера Газарда Перрі (1785—1819), героя битви на озері Ері.

## Історія
Фрегати типу «Олівер Газард Перрі» були розроблені виходячи з вимог ВМФ США на океанський ескортний корабель, здатний здійснювати протичовнову та протиповітряну оборону транспортних конвоїв, амфібійних з'єднань та протичовнових груп. Попередні великосерійні фрегати типу «Нокс» мали лише ЗРК самооборони ближнього радіуса дії і не могли виконувати завдання протиповітряної оборони океанських конвоїв від атаки протикорабельних ракет або літаків противника. Наявні ж есмінці були занадто дорогими для забезпечення необхідного масового виробництва, і крім того, не відповідали вимогам до універсальності (старі моделі есмінців не мали вертолітного майданчика, нові ж «Спрюенс», крім вартості, не мали далекобійної ППО).
Фрегати типу «Перрі» стали другими в ВМФ США серійними кораблями з газотурбінною силовою установкою. Серія з 51 корабля була побудована в період з 1977 по 1989 рік: ще 20 кораблів були побудовані за ліцензією в Австралії, Іспанії та на Тайвані. Перші кораблі мали довжину корпусу 136 метрів, але подальші були подовжені на два метри, з метою збільшення габаритів ангара для розміщення крупніших гелікоптерів. Завдяки оснащенню далекобійним ЗРК «Стандарт» і БІКС NTDS (Naval Tactical Data System), кораблі вважалися цілком придатними для участі не лише в ескортних операціях, але і безпосередньо в бойових зіткненнях з противником.

## Озброєння
Були розроблені як ракетні фрегати, що озброювались пусковими Mk 13 для зенітних керованих ракет SM-1MR та протикорабельними ракетами Harpoon. У зв'язку із зняттям з озброєння США ракет SM-1 у 2003 році ці пускові були демонтовані на фрегатах ВМФ США.
На озброєнні цих фрегатів є також:
- 76-мм корабельна гармата OTO Melara
- 20-мм зенітна артилерійська установка Phalanx CIWS
- два торпедні апарати Mark 32 ASW (по три пускові для торпед)

## Характеристики
Перші кораблі мали довжину корпусу 135 метрів, але подальші були подовжені на два метри, з метою збільшення габаритів ангара для розміщення крупніших гелікоптерів.
Технічні характеристики цих фрегатів:
- Водотоннажність: 4200 тонн
- Довжина: 135 метрів (FFG-7, FFG-9 — 27, FFG-30 — 31, FFG-34 — 35), 138,1 метрів
- Ширина: 13,7 метрів
- Осадка: 6,7 — 7,77 метрів
- Швидкість: до 29 вузлів
- Екіпаж: 219 осіб
- Дальність плавання: до 5000 миль

## Оператори
Дійсні
- Австралія (типу «Adelaide»): Королівський австралійський військово-морський флот придбав шість фрегатів. Чотири з них були побудовані у Сполучених Штатах, два інших — в Австралії. Чотири корабля були істотно модернізовані шляхом встановлення нових озброєнь: вертикальної пускової установки на 8 комірок Mk 41 VLS з 32 ракетами Evolved Sea Sparrow (ESSM), Standard Missile SM-2, також були модернізовані радари і сонари. Два інших корабля були зняті з озброєння.
- Бахрейн: USS Jack Williams (FFG-24) придбаний у Сполучених Штатів в 1996 році, отримав нову назву RBNS Sabha (FFG-90).
- Єгипет: отримано 4 фрегата типу Oliver Hazard Perry зі складу ВМС США.
- Пакистан: має бути передано 6 кораблів,[3] Колишній USS McInerney (FFG-8) переданий в серпні 2010 року[4].
- Польща: Два фрегата отримані від ВМС США у 2002 та 2003 роках.
- Іспанія (типу «Santa Maria»): 6 фрегатів, побудовані в Іспанії.
- Туреччина (типу «G»): було отримано 8 фрегатів типу Oliver Hazard Perry зі складу ВМС США. Всі кораблі пройшли істотну модернізацію та отримали позначення типу «G». Фрегати цього типу мають додаткові пускові установки Mk-41 для запуску ракет Evolved Sea Sparrow та SM-1; оновлену цифрову систему управління вогнем, та сонари турецького виробництва.
- Тайвань (типу «Cheng Kung»)
  - 10 фрегатів: вісім місцевого виробництва, іще два були придбані в США та введені до складу флоту в листопаді 2018 року[5].

Колишні
- Сполучені Штати: Протягом 1977—1989 років на озброєнні ВМС США перебував 51 фрегат типу FFG-7. Останній корабель цього типу, Simpson, був виведений зі складу флоту 29 вересня 2015 року[6].

Можливі
- Мексика: два фрегата типу Oliver Hazard Perry виведених зі складу ВМФ США, USS McClusky (FFG-41) та USS Curts (FFG-38) мали бути продані мексиканським ВМС, проте USS McClusky (FFG-41) був затоплений як мішень на військових навченнях RIMPAC 2018 19 липня 2018 року[7]. Фрегат USS Curts (FFG-38) залишається на зберіганні у Перл-Гарбор.

- Таїланд: два фрегата типу Oliver Hazard Perry виведених зі складу ВМФ США, USS Rentz (FFG-46) та USS Vandegrift (FFG-48) були запропновані на продаж для королівських тайських ВМС[8]. Проте, Rentz був затоплений як мішень на навчаннях у 2016 році[9]. Vandegrift був у 2015 році виведений зі складу флоту та очікує на утилізацію[10].

- Україна: 18 жовтня 2018 року Український мілітарний портал повідомив, а наступного дня було офіційно підтверджено, що Сполучені Штати запропонували передати два фрегати цього типу українським ВМС. У 2000-х роках на цих кораблях проходили стажування українські військові моряки та 25 березня 2009 року до Севастополя заходив фрегат цього типу — USS Klakring (FFG-42)[2][11]. За інформацією видання «Фокус» Україна наполягатиме на отриманні трьох кораблів цього типу, оскільки така кількість надає можливість планування (один корабель на бойовому чергуванні, другий на ремонті, третій — готується заступити на службу)[12].

### Австралія
Королівський флот Австралії мав на службі шість фрегатів класу «Аделаїда», з яких чотири були побудовані у США на початку 1980-х років, а останні два («Ньюкасл» і «Мельбурн») за ліцензією в Австралії (1992 та 1993 рік). На початку 2010-х «Ньюкасл» та «Мельбурн» пройшли модернізацію, змін переважно зазнали системи озброєння, система Phalanx CIWS була модернізована до стандарту 1b та встановлено додатковий вертикальний пусковий модуль Mk-41 для ракет RIM-162 ESSM (Evolved Sea Sparrow Missile).
Зрештою у 2005 та 2008 році перші два фрегати були списані. Нині Польща веде переговори з Австралією щодо придбання до двох наявних на озброєнні фрегатів австралійського виробництва.
В квітні 2020 року Австралія офіційно передала ВМС Чилі колишні кораблі Королівського ВМФ — фрегати Melbourne (FFG 05) та Newcastle (FFG 06) класу «Аделаїда» (Adelaide-class).

### Тайвань
Тайвань виготовляв однотипні фрегати класу «Cheng Kung» на власних потужностях у кількості 8 одиниць. Окрім базового озброєння вони отримали дві артилерійські установки калібром 40 мм Bofors 40mm/L70 та вісім пускових для протикорабельних ракет.
В листопаді 2018 року відбулась офіційна церемонія введення до складу національного флоту двох ракетних фрегатів класу «Олівер Газард Перрі» отриманих від США. За участі президента країни Цай Інг-Вен на військово-морській базі у місті Гаосюн відбулась офіційна церемонія введення до складу ВМС Тайваню фрегатів Ming Chuan та Feng Chia — колишніх Taylor (FFG-50) та Gary (FFG-51).
Відновлення двох фрегатів з поверненням на них пускових установок Mk.13, що були демонтовані на початку 2000-х років, обійшлись Тайваню у 240 млн доларів.
Передача відбулась в рамках підписаної у 2015 році угоди про озброєння у розмірі 1,8 млрд доларів США.
У 2014 році США прийняли Закон «Про затвердження законів про взаємне домовленість» та «Закон про передачу військово-морських суден», що передбачає, що ще вісім фрегатів класу Oliver Hazard Perry будуть передані в інші країни. За цим законодавством Тайвань може отримати ще два фрегати — Carr (FFG-52) та Elrod (FFG-55) за 10 млн доларів кожен.
Тайвань планує використовувати ці фрегати для патрулювання та стримування сил Китаю на морі.

### Іспанія
Окрім іншої системи електронного обладнання на кораблях також встановлена інша зенітно-артилерійська система замість Phalanx CIWS — Meroka.

### Туреччина
Впродовж 1997—2003 Туреччина отримала від США вісім фрегатів типу «Oliver Hazard Perry», всі вони були модернізовані за програмою GENESIS. Що включає в себе встановлення новітньої радіолокаційної станції SMART-S, вертикальної пускової установки Mk-41 для зенітних ракет Evolved Sea Sparrow Missile.
Модернізації на всіх восьми кораблях були завершені впродовж 2007—2011 років та оновлені фрегати отримали місцеву класифікацію як G-class.

### Польща
На початку 2000-х років Польща отримала в рамках допомоги два ракетних фрегати цього типу із не демонтованою пусковою установкою Mk 13 та дозвуковими протикорабельними ракетами RGM-84 «Гарпун»:
- ORP Generał Kazimierz Pułaski (272)[pl] — колишній USS Clark (FFG-11)
- ORP Generał Tadeusz Kościuszko (273)[pl] — колишній USS Wadsworth (FFG-9)

Нині у Польщі йде обговорення про проведення модернізації двох наявних фрегатів та купівлю в Австралії аналогічних.
Потреба в придбанні іще одного фрегата можна пояснити тим, що у випадку виведення одного на ремонт, навантаження на другий істотно зростає.

### Чилі
В квітні 2020 року Австралія офіційно передала ВМС Чилі колишні кораблі Королівського ВМФ — фрегати Melbourne (FFG 05) та Newcastle (FFG 06) класу «Аделаїда» (Adelaide-class). Церемонія введення в експлуатацію відбулася 15 квітня 2020 року на військово-морській базі HMAS Watson у Сіднеї.
Обидва кораблі (являють собою австралійську версію американського фрегата «Олівер Х. Перрі»), були виведенні з експлуатації у 2019 році та продані Чилі у грудні того ж року. Кораблі були перейменовані в Almirante Latorre (FFG 14) та Captain Prat (FFG 11) для служби у чилійських ВМС, де вони замінять два фрегати класу Heemskerc, побудовані в середині 1980-х, що були придбані у Нідерландів у 2005 році та списані грудні 2019 року.

## Галерея

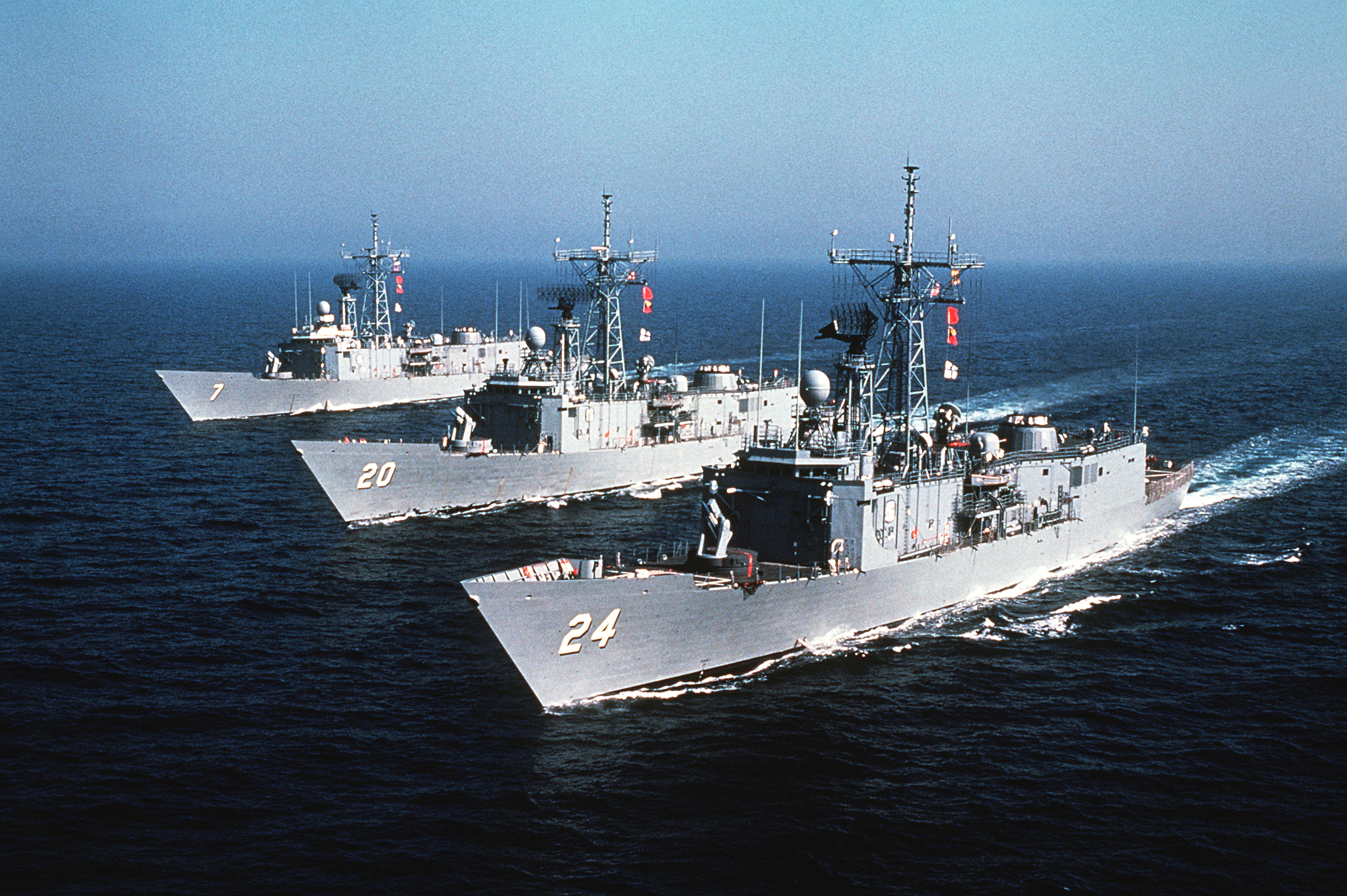
Фрегати «Олівер Хазард Перрі», «Антрім» і «Джек Вільямс» в 1982 році
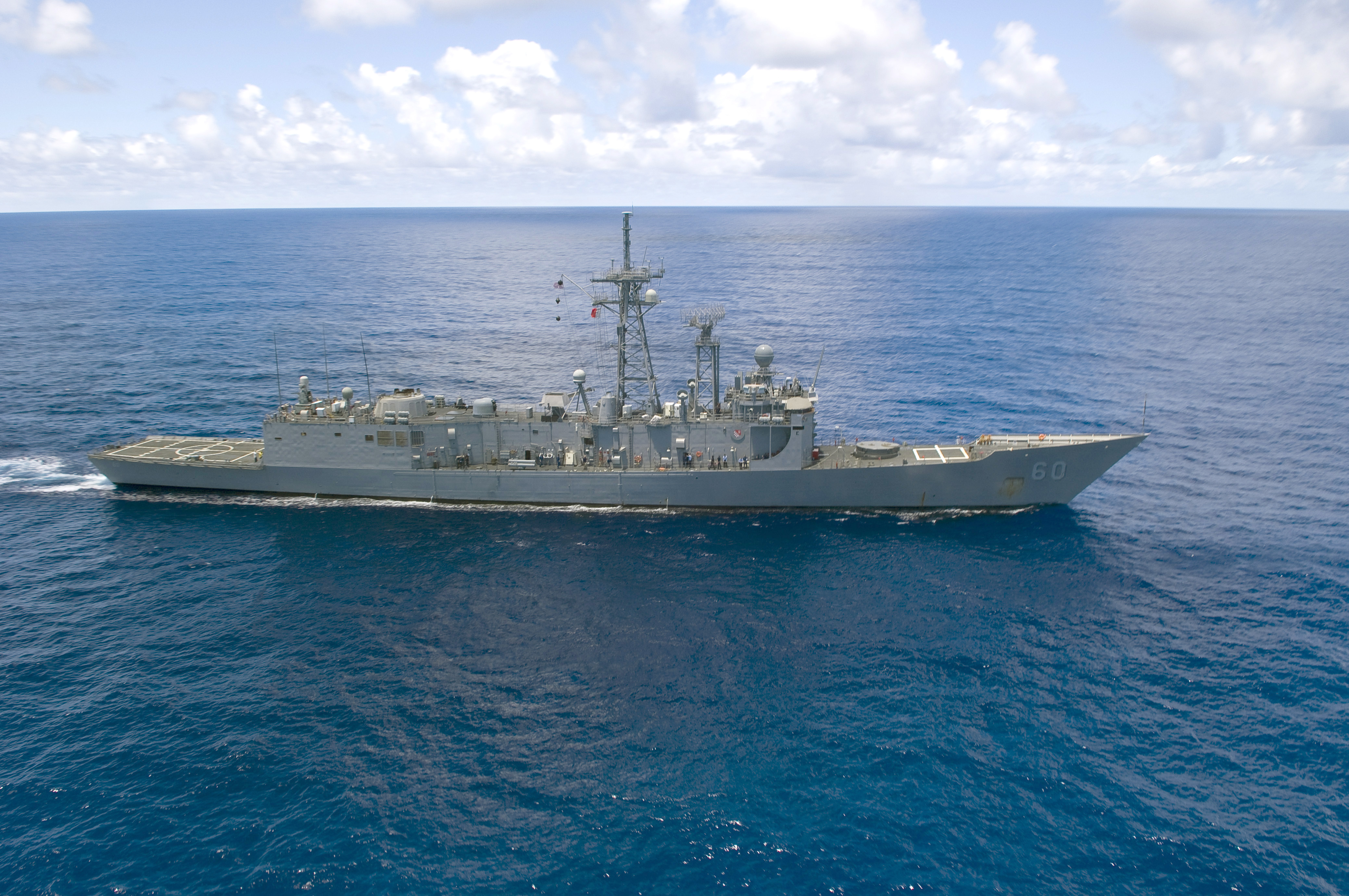
Фрегат «Родні М. Девіс» після вилучення з передньої палуби ракетної установки Mk 13
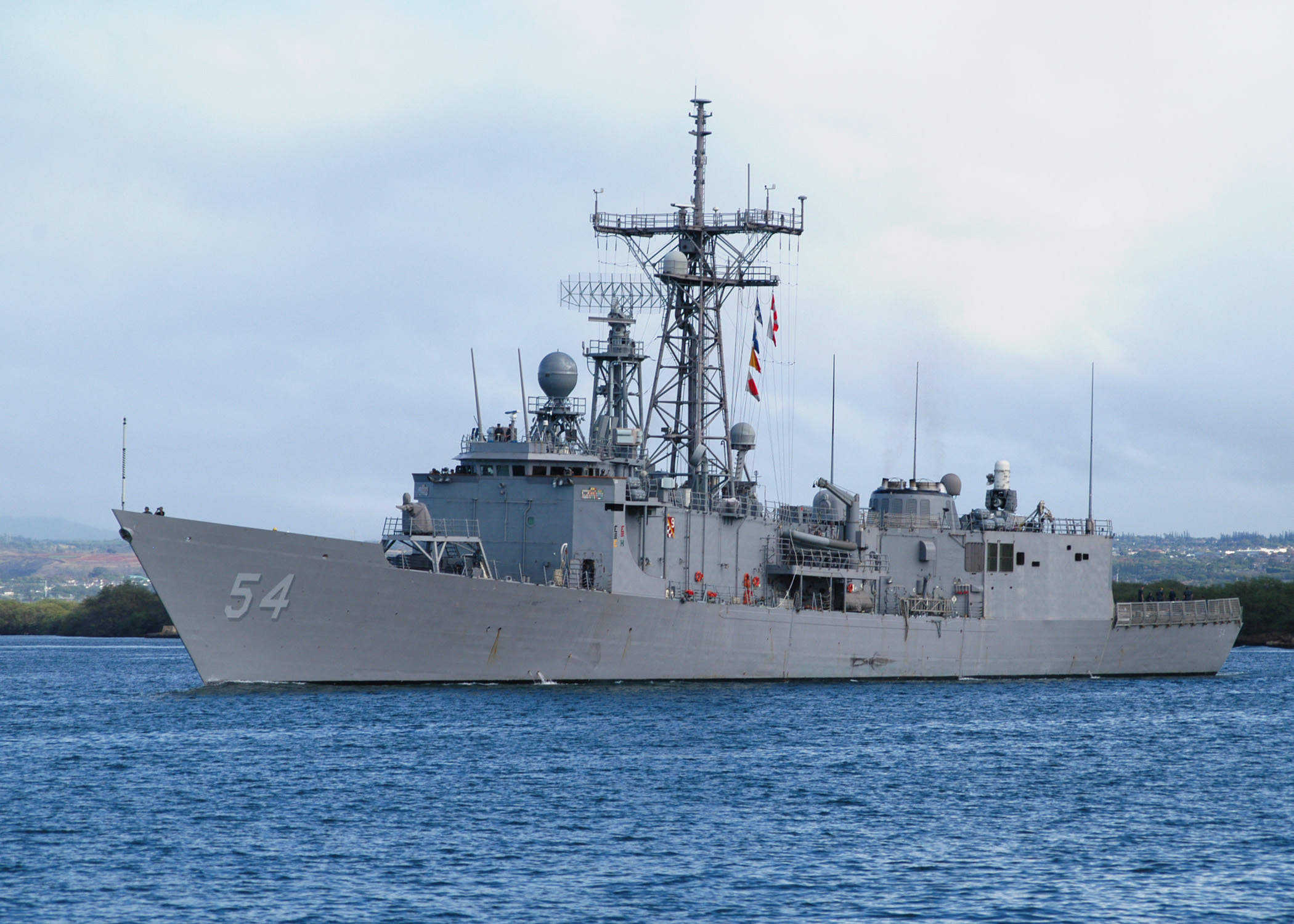
Фрегат «Ford» з артустановкою Mk 38 Mod 2 Bushmaster
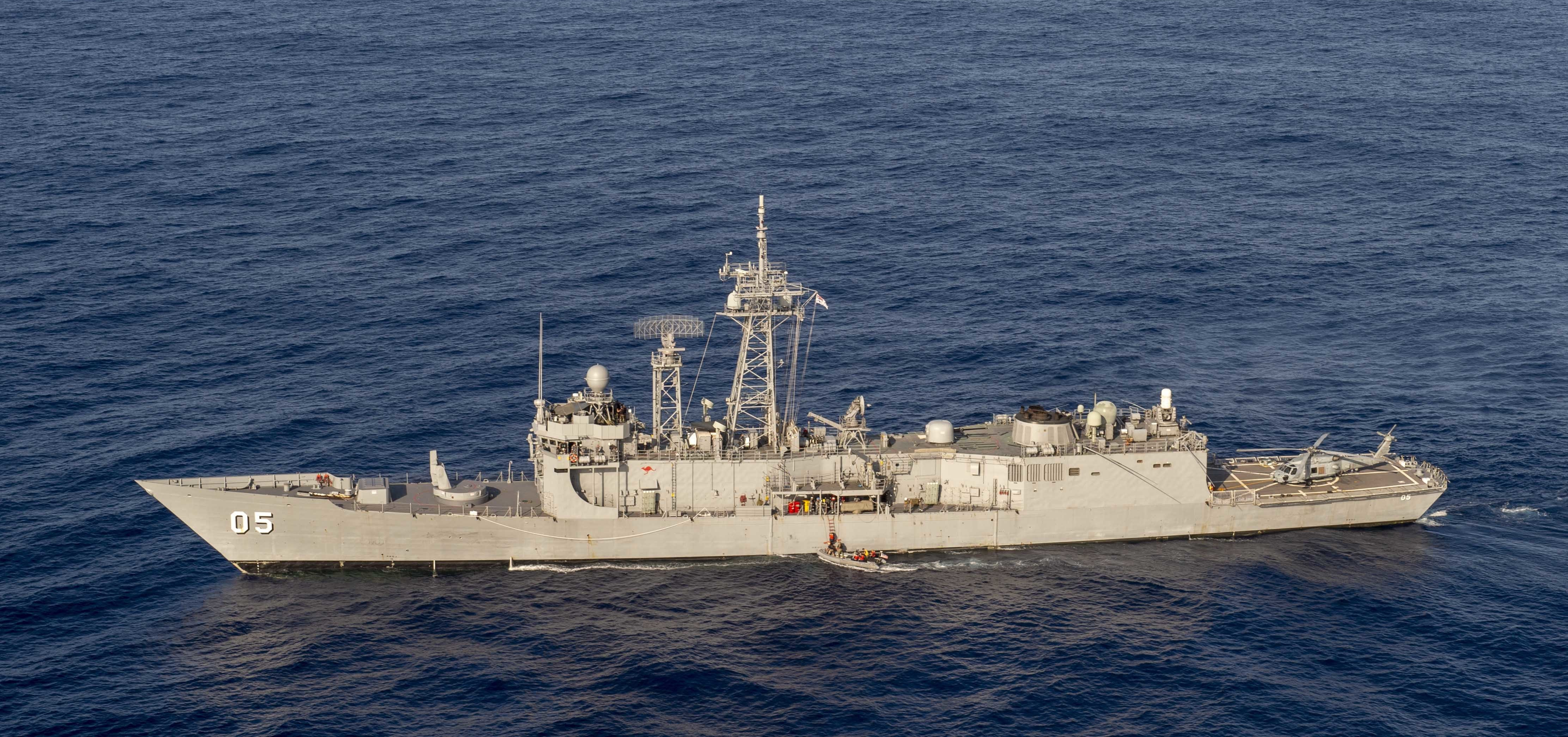
Фрегат «Мельбурн» у морі в 2019 році (з восьмикамерною пусковою установку Mark 41 на передній палубі, безпосередньо перед Mark 13)